# Crotalaria lanceolata
Crotalaria lanceolata är en ärtväxtart som beskrevs av Ernst Meyer. Crotalaria lanceolata ingår i släktet sunnhampor, och familjen ärtväxter.

## Underarter
Arten delas in i följande underarter:
- C. l. contigua
- C. l. exigua
- C. l. lanceolata
- C. l. prognatha